# Аттиды
«Атти́ды» — описания географии и истории древнегреческой области Аттика классического периода (IV и III веков до н. э.), их авторы называются аттидо́графами. «Аттиды» обычно начинали свои описания с древних легендарных времён (VIII—VII веков до н. э.), в которых мифическое сочетается с действительной историей, которую аттидографы собирали на основе старинных текстов. При этом, аттидографы не были простыми распространителями мифов — они пытались найти им рациональное объяснение и связать их с действительностью. Аттидографы не ограничивались простыми описаниями, пытаясь выстраивать различные гипотезы относительно прошлого, впрочем, часто опираясь лишь на собственные умозрительные соображения. Сочинения многих аттиографов дошли до нас лишь фрагментарно, часто в позднейших пересказах, а некоторые из них и вовсе известны нам только лишь по именам. К аттидографам относят таких авторов, как Клидем, Андротион, Фанодем, Филохор, Истр. 